# Duca di Arcos

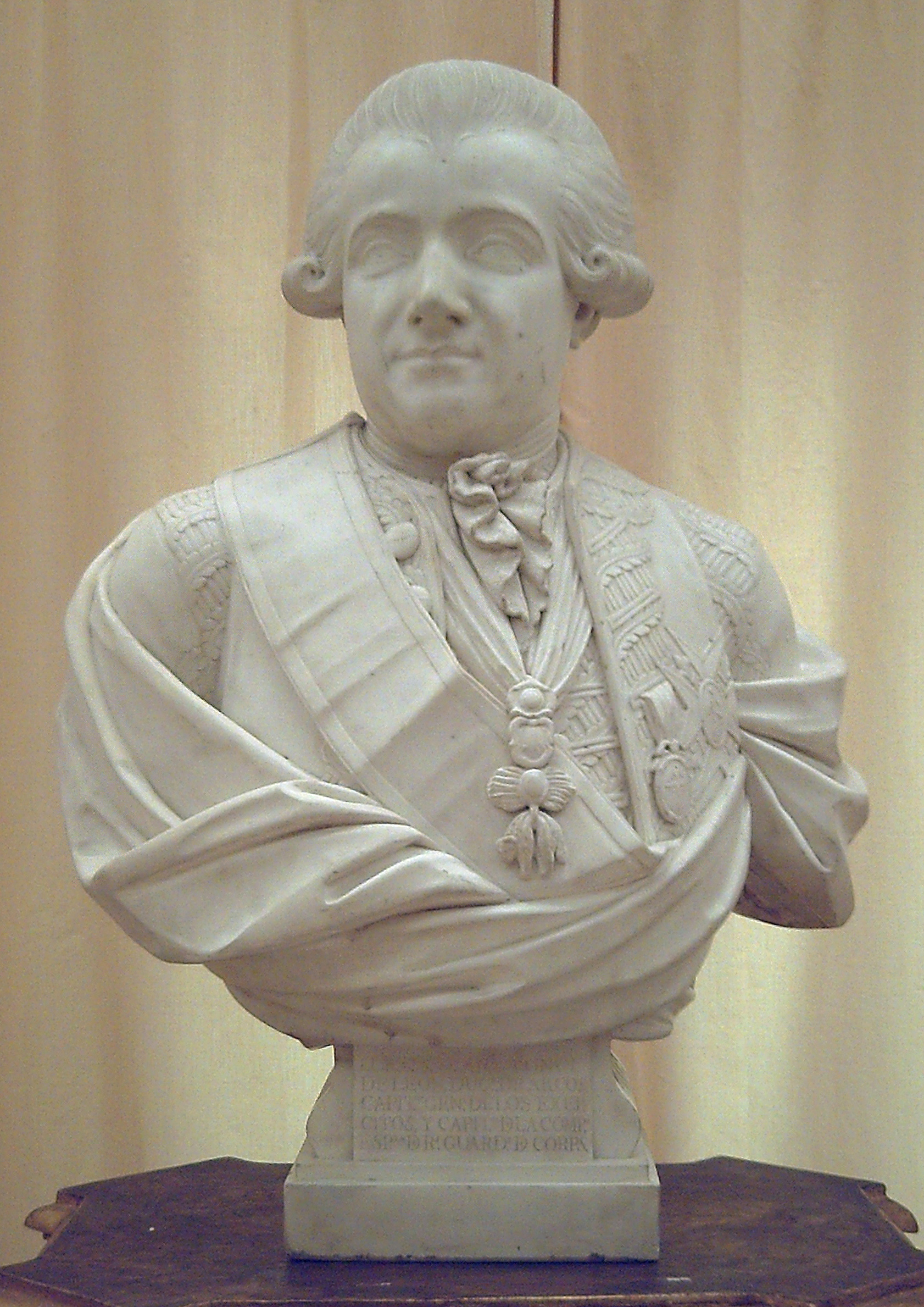
Antonio Ponce de León, XI Duca di Arcos († 1780).

Il Ducato di Arcos è il titolo nobiliare spagnolo che la regina di Castiglia Isabella I la Cattolica conferì il 20 gennaio 1493 a Rodrigo Ponce de León y Ponce de León, per elevazione della contea di Arcos, compensazione che, insieme alla permuta di Cadice per la contea di Casares, gli concesse in seguito alla soppressione del marchesato e del ducato di Cadice, che confluirono nella Corona. Il suo nome si riferisce al municipio andaluso di Arcos de la Frontera, nella provincia di Cadice. 
Questo ducato, trasmesso ereditariamente tra i componenti della Casa de Ponce de León, dà il nome alla Casa de Arcos.
Nel 1780 dopo il decesso senza discendenza di don Antonio Ponce de León e Spínola (1763-1780), XI duca di Arcos, il titolo si unisce al ducato di Osuna con doña María Josefa Pimentel e Téllez-Girón (1780-1834).
Il 17° intestatario è stato Ángela María di Solís-Beaumont e Téllez-Girón, XVII duchessa di Arcos (20.1.1973), XVIII marchesa di Peñafiel (27.4.1956), Grande di Spagna. Contrasse Matrimonio in prime nozze a La Puebla de Montalbán, provincia di Toledo, il 3 marzo 1973 con Álvaro di Ulloa e Suelves, XI marchese di Castro Serna e XIV conte di Adanero; e, in seconde nozze, con Pedro Rosmarino e Solís. Ángela María Ha due figlie: 
- Ángela María di Ulloa e Solís-Beaumont, XXI contessa di Ureña, come futura duchessa di Osuna;
- María Cristina di Ulloa e Solís-Beaumont, attuale intestataria, marchesa di Jarandilla; sposata in Madrid, con Jaime Álvarez dell'Asturie Bohorques e Rumeu di Armi, dei duchi di Gor, Cavaliere maestrante di Melograno.

## Elenco dei titolari
| Intestatario                                   | Periodo                                            |                                                |
| Creato da Fernando V e Isabella I di Castiglia | Creato da Fernando V e Isabella I di Castiglia     | Creato da Fernando V e Isabella I di Castiglia |
| ---------------------------------------------- | -------------------------------------------------- | ---------------------------------------------- |
| I                                              | Rodrigo Ponce de León e Ponce de León              | 1493-1530                                      |
| II                                             | Luis Ponce de León e Téllez-Girón                  | 1530-1573                                      |
| III                                            | Rodrigo Ponce de León e Suárez di Figueroa         | 1573-1630                                      |
| IV                                             | Rodrigo Ponce de León e Álvarez di Toledo          | 1630-1658                                      |
| V                                              | Francisco Ponce de León e Fernández di Córdoba     | 1658-1673                                      |
| VI                                             | Manuel Ponce de León e Fernández di Córdoba        | 1673-1693                                      |
| VII                                            | Joaquín Ponce de León e Lencastre                  | 1693-1729                                      |
| VIII                                           | Joaquín Ponce de León e Spínola                    | 1729-1743                                      |
| IX                                             | Manuel Ponce de León e Spínola                     | 1743-1744                                      |
| X                                              | Francisco Ponce de León e Spínola                  | 1744-1763                                      |
| XI                                             | Antonio Ponce de León e Spínola                    | 1763-1780                                      |
| XII                                            | María Josefa Pimentel e Téllez-Girón               | 1780-1834                                      |
| XIII                                           | Pedro Di Alcántara Téllez-Girón e Beaufort Spontin | 1834-1844                                      |
| XIV                                            | Mariano Téllez-Girón e Beaufort Spontin            | 1844-1882                                      |
| XV                                             | José Brunetti e Gayoso Dei Cobos                   | 1892-1928                                      |
| XVI                                            | Ángela María Téllez-Girón e Duca di Estrada        | 1951-1973                                      |
| XVII                                           | Ángela María Di Solís-Beaumont e Téllez-Girón      | 1973-2016                                      |
| XVIII                                          | María Cristina de Ulloa e Solís-Beaumont           | Attuale intestatario                           |